# Хати
Хати (лат. Chatti) су били германско племе чија је прапостојбина почетком 1. миленијума била долина горњег Весера. Подручје гдје су живјели је одговарало данашњем централном и сјеверном Хесену, односно Доњој Саксонији, око ријека Весер, Едер и Фулда. Према Тациту, међу Хатима су се налазили преци Батаваца, које су унутарплеменске свађе натјерале да се преселе на запад у данашњу Холандију.
Хати се у римским изворима први пут спомињу 1. вијеку, а посебно добар опис је оставио Тацит; према њему су били једно од ријетких германских племена које је преферирало пјешадијску од коњичке борбе, односно имало логистичку инфраструктуру за дуготрајне кампање. Хати су учествовали у бици у Теутобуршкој шуми, и након тога жестоко бранили своју независност од Римљана. Око године 50. је спријечен њихов упад у Доњу Германију. Активност Хата и њима сродних племена су постале један од разлога за изградњу римског лимеса.
Вјерује се да су се Хати с временом стопили с већим, односно каснијим германским народима, међу којима се као најбољи кандидат спомињу Франци.
Такође се вјерује да назив Хесен долази управо од њиховог имена.